# HD 104304 b
HD 104304 b — меньший компаньон в бинарной системе HD 104304 в созвездии Дева. Открыт в 2007 году как кандидат в экзопланеты или коричневый карлик. Дополнительные наблюдения показали что речь идёт о звезде. Находится на расстоянии  42 световых лет от Земли. Масса — 83 масс Юпитера. Период обращения 17715 дней. Эксцентриситет 0.29.